# Opphus Station
Opphus Station (Opphus stasjon) er en jernbanestation på Rørosbanen, der ligger ved byområdet Opphus i Stor-Elvdal kommune i Norge. Stationen består af to spor, en perron og en tidligere stationsbygning i træ. Stationen ligger lige ved Glomma, der er Norges længste elv.
Stationen åbnede som holdeplads 25. juni 1876, et halvt år efter at banen var blevet forlænget fra Rena til Koppang. Oprindeligt hed den Ophus, men den skiftede navn til Opphus i august 1946. Den blev opgraderet til station 1. marts 1897. Den blev gjort fjernstyret og ubemandet 27. august 1990. Betjeningen med persontog blev indstillet 16. juni 2002 men genoptaget 1. september 2003.
Stationsbygningen blev opført til åbningen i 1876 efter tegninger af Peter Andreas Blix.